# Klemens av Ohrid
Sankt Klemens av Ohrid (makedonska: Свети Климент Охридски; fornkyrkoslaviska: Климєнтъ Охрїдьскꙑи), född cirka 840, död 916, var en medeltida lärd och författare och Sankt Kyrillos och Sankt Methodios lärjunge. Det finns lite information om hans liv innan han anlände till Ohrid, men han är troligen född i eller omkring staden Thessaloniki. Klemens av Ohrid skapade det kyrilliska alfabetet, som han uppkallade efter Sankt Kyrillos.
Som lärjunge till Kyrillos och Methodios deltog Klemens i deras mission i Stormähren. Efter Kyrillos död följde Klemens Methodios från Rom till Pannonien och Stormähren. Sedan Methodios själv dött 885 blev Klemens ledare för kampen mot det tyska prästerskapet i Stormähren tillsammans med Gorazd. Efter att ha suttit fängslad en tid utvisades han från Stormähren och nådde 885 eller 886 Bulgariens gränser tillsammans med Naum av Preslav, Sava, Angelarios och möjligen Gorazd (enligt andra källor var Gorazd redan död vid denna tid). Alla skickades senare till Bulgariens huvudstad Pliska där de fick i uppdrag av Boris I av Bulgarien att undervisa evangeliumet för landets framtida prästerskap på fornkyrkoslaviska. 
Efter att första bulgariska riket (merparten av Balkanhalvön på den tiden tillhörde riket) antagit kristendomen 865 genomfördes religiösa ceremonier på grekiska av prästerskap som skickats från bysantinska riket. Boris fruktade det växande bysantinska inflytandet och en försvagad stat och såg införandet av fornkyrkoslaviska som ett sätt att bevara rikets politiska självständighet och stabilitet. För att åstadkomma detta såg Boris till att två litterära skolor (akademier) grundades, där fornkyrkoslaviskan skulle läras ut. Den ena skolan skulle grunda i huvudstaden Pliska, den andra i området kring Kutmitjevitsa (nuvarande västra Nordmakedonien). 
Medan Naum av Preslav stannade kvar i Pliska och arbetade med att grunda Pliskas litterära skola skickades Klemens av Boris till Ohrid i Kutmitjevitsa för att organisera undervisningen i fornkyrkoslaviska där. Under en sjuårsperiod - mellan 886 och 893 - lärde Klemens ut fornkyrkoslaviska språket och det glagolitiska alfabetet till omkring 3500 elever. 893 utsågs han till ärkebiskop av Drembica (Velika), också i Kutmitjevitsa. När han hade dött 916 begravdes han i kyrkan Sankt Pantaleimon nära Ohrid.
Sankt Klemens av Ohrid var en av de flitigaste och viktigaste författarna på kyrkslaviska. Han anses ha skrivit den pannoniska hagiografin över Kyrillos och Methodios. Klemens översatte också Blomtrioden med kyrkosånger som sjungs från påsk till pingst och tros ha skrivit om den romerske påven Sankt Klemens, samt den äldsta predikan som var tillägnad Kyrillos och Methodios. Vanligen tillskriver man honom också uppfinnandet av det kyrilliska alfabetet. 
Det andra moderna universitetet i Nordmakedonien, ”Sankt Klemens av Ohrid-universitetet” i staden Bitola, uppkallades efter Klemens när det grundades 1979. Den största kyrkan i Skopje bär hans namn. Universitetet i Sofia som är det äldsta universitetet i Bulgarien uppkallades också efter Klemens.
Asteroiden 3903 Kliment Ohridski är uppkallad efter honom.